# Lactat de sodi
El lactat de sodi és una sal sòdica de l'àcid làctic produïda naturalment mitjançant la fermentació de sucres procedents de la dacsa o de la remolatxa. Posseeix una molècula amb la fórmula: NaC₃H₅O₃. Es produeix també artificialment mitjançant fermentació de substàncies ensucrades. En la indústria alimentària té el Codi E E 325. Té diversos usos, com a antioxidant, com a estabilitzador d'altres antioxidants (sinèrgics d'antioxidant) i com prevenció de la pèrdua d'aigua de diversos aliments processats.
El cos humà sintetitza aquest compost de manera natural. Té algunes propietats quelants que permet de capturar ions de ferro.

## Usos
En la indústria alimentària, s'empra en l'alaboració de formatges, productes de rebosteria, gelats, gelatines, caramels, margarina. En la indústria càrnia com a conservant i per evitar la proliferació de bacteris en la carn de pollastre.
Es fa servir també per a produir diversos fàrmacs que tracten els efectes de la deshidratació (per la diarrea, els vòmits, etc.). També s'usa en el tractament de les arrítmies del cor. En la indústria de cosmètics fa d'humectant.